# Santeri Alatalo
Santeri Alatalo (* 9. Mai 1990 in Tampere) ist ein schweizerisch-finnischer Eishockeyspieler, der seit Juli 2021 beim HC Lugano aus der Schweizer National League unter Vertrag steht und dort auf der Position des Verteidigers spielt. Sein Vater Matti Alatalo war ebenfalls professioneller Eishockeyspieler.

## Karriere

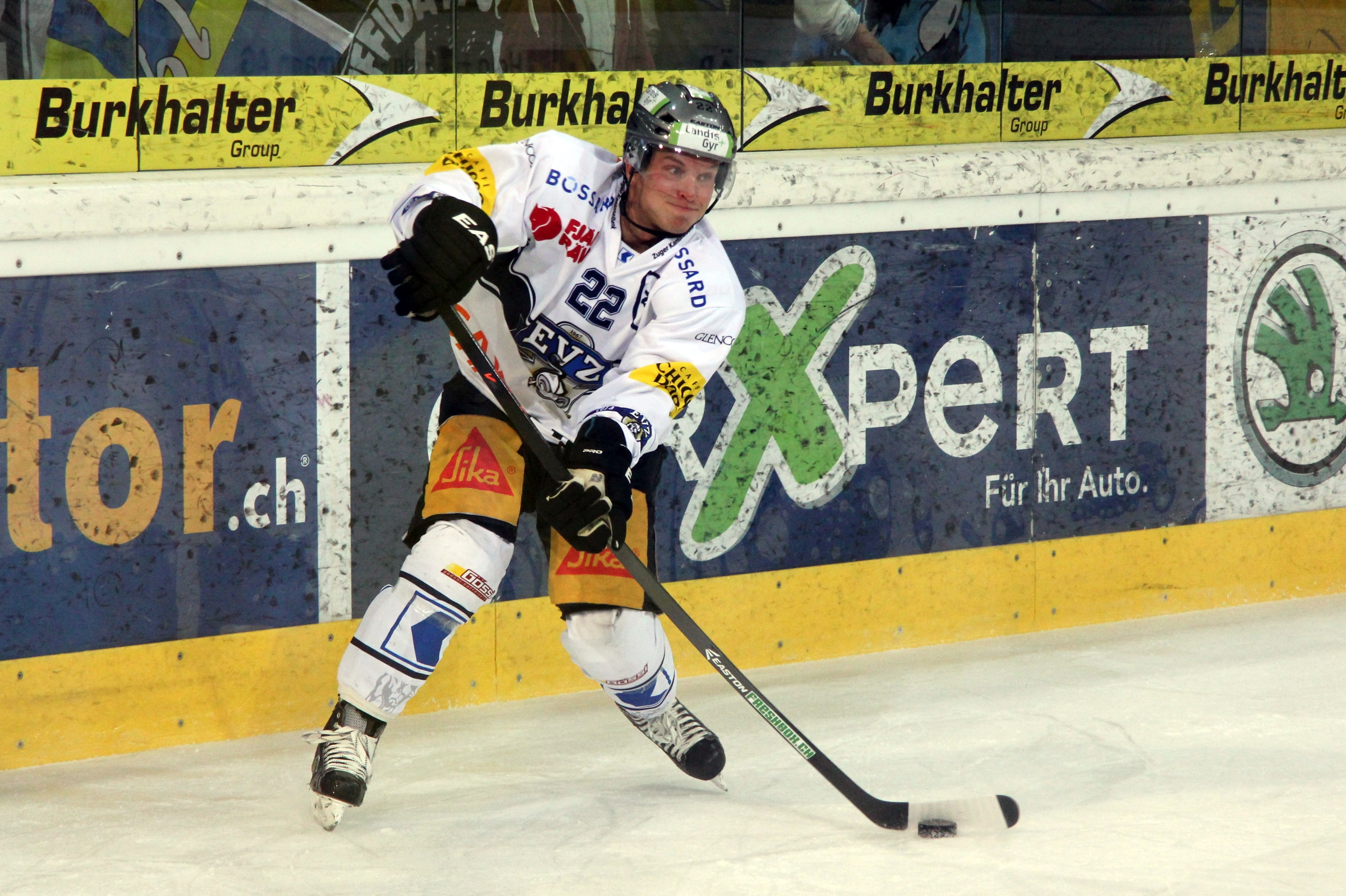
Alatalo im Trikot des EV Zug (2014)

Alatalo stand als Juniorenspieler für JYP Jyväskylä auf dem Eis, ehe 2007 der Wechsel zu Hämeenlinnan Pallokerho folgte. Für diese absolvierte der finnische Verteidiger zunächst einige Partien in den Nachwuchsligen. Im Verlauf der Saison 2008/09 folgte sein Debüt in der SM-liiga, wobei Alatalo bis zum Ende der Spielzeit vier Begegnungen in der höchsten finnischen Liga bestritt. Die überwiegende Zeit dieser und der folgenden Saison verbrachte der Linksschütze allerdings in der U20-Mannschaft von Hämeenlinnan Pallokerho und absolvierte weiters einige Partien als Leihspieler in der Mestis.
In der Spielzeit 2010/11 gelang dem Defensivakteur der Durchbruch in der SM-liiga, als Alatalo in 59 Spielen der Hauptrunde auf dem Eis stand und zehn Scorerpunkte erzielte. Im Oktober 2012 wurde er vom HC Davos aus der Schweizer National League A (NLA) verpflichtet, dessen Ausländerkontingent er aufgrund einer Schweizer Lizenz nicht belastete. Für die Bündner war der Verteidiger ebenfalls im Dezember 2012 beim traditionellen Spengler Cup im Einsatz.
Ab der Saison 2013/14 spielte Alatalo für den EV Zug aus der National League A. Mit dem EVZ gewann er in der Folge im Jahr 2019 den Schweizer Cup sowie zwei Jahre später die Schweizer Meisterschaft. Zur Spielzeit 2021/22 wurde der gebürtige Finne vom HC Lugano unter Vertrag genommen, bei dem er einen Vierjahresvertrag unterzeichnete.

### International
Seit 2020 darf Alatalo für die Schweiz in Länderspielen auflaufen, nachdem er den Schweizer Pass erhalten hatte. In der Folge nahm er an der Weltmeisterschaft 2021 und den Olympischen Winterspielen 2022 in Peking teil.

## Erfolge und Auszeichnungen
| - 2007 Finnischer U18-Meister mit JYP Jyväskylä - 2008 Finnischer U18-Vizemeister mit Hämeenlinnan Pallokerho - 2010 Finnischer Vizemeister mit Hämeenlinnan Pallokerho - 2012 Spengler Cup All-Star-Team - 2019 Schweizer Cupsieger mit dem EV Zug | - 2019 Schweizer Vizemeister mit dem EV Zug - 2021 Schweizer Meister mit dem EV Zug - 2021 NL Media Swiss All-Star Team - 2022 NL Media Swiss All-Star Team |

## Karrierestatistik
Stand: Ende der Saison 2024/25

### International
Vertrat die Schweiz bei:
- Weltmeisterschaft 2021
- Olympischen Winterspielen 2022

(Legende zur Spielerstatistik: Sp oder GP = absolvierte Spiele; T oder G = erzielte Tore; V oder A = erzielte Assists; Pkt oder Pts = erzielte Scorerpunkte; SM oder PIM = erhaltene Strafminuten; +/− = Plus/Minus-Bilanz; PP = erzielte Überzahltore; SH = erzielte Unterzahltore; GW = erzielte Siegtore; 1 Play-downs/Relegation; Kursiv: Statistik nicht vollständig)